# Земельный суд Граца по гражданским делам
Земельный суд Граца по гражданским делам (нем. Landesgericht für Zivilrechtssachen Graz (LGZ Graz)) — государственный региональный суд компетентной юрисдикции федеральной земли Штирия. Суд расположен в городе Грац.
Адрес суда: 8010 Грац, Марбургер-Кай, 49, тел. +43 316 8064 0.
Географические координаты Земельного суда Граца по гражданским делам: 47°04′01″ с. ш. 15°26′09″ в. д.
Руководство суда (2016):
- Председатель земельного суда — Доктор Херберт Верачниг;
- заместитель председателя суда — Доктор Бригитта Клеменчич;
- заместитель председателя суда — Магистр Фридрих Мосхаммер;
- администратор суда — Йозеф Цогльмайер.

## Полномочия суда
Земельный суд Граца по гражданским делам является судом региональной инстанции и  рассматривает гражданские дела, поступающих от восьми, существующих в настоящее время, районных судов Штирии, находящихся в территориальной подсудности данного суда (Вайц, Грац-Вест, Грац-Ост, Дойчландсберг, Лайбниц, Фельдбах, Фойтсберг и Фюрстенфельд). Он также рассматривает гражданские правовые отношения (за редкими исключениями) с суммами спора более 15000 евро. Кроме того, Земельный суд Граца по гражданским делам, рассматривает апелляции на постановления районных судов Штирии, находящихся в территориальной подсудности данного суда, а также рассматривает дела по трудовому и социальному законодательству Австрии в этой части федеральной земли Штирия независимо от суммы спора. Ведение реестра всех компаний, созданных в Штирии, находящихся в территориальной подсудности данного суда, также является прерогативой для Земельного суда Граца по гражданским делам.
Территориальная юрисдикция Земельного суда Граца по гражданским делам охватывает всю юго-восточную часть федеральной земли Штирия и распространяется на штатутарштадт Грац и её семь политических округов: Вайц, Грац-Умгебунг, Дойчландсберг, Зюдостштайермарк, Лайбниц, Фойтсберг и Хартберг-Фюрстенфельд. Вышестоящим судом для него является Высший земельный суд Граца.

## Здание суда
Земельный суд Граца по гражданским делам размещается в здании на Марбургер-Кай, 49, в котором также находятся прокуратура и апелляционный суд Граца. Доступ в суд через главный вход на Марбургер-Кай.
- Цокольный этаж: входной контроль, вход в суд, сервисный центр.
- Бельэтаж: Земельный суд по гражданским делам Граца, залы судебных заседаний, бизнес - подразделений по гражданским делам, делам в области трудового права и социальных дел, бухгалтерский офис кассира суда, офисные кабинеты.
- 1 - й этаж: руководство апелляционного суда, Верховного прокурора Граца, коммерческий отдел по вопросам обжалования в Верховный суд, залы суда, омбудсмен юстиции (уполномоченный по правам человека), библиотека.
- 2 - й этаж: руководство земельного суда по гражданским делам, бизнес-департамент по вопросам обжалования в земельный суд по гражданским делам Граца, эксперт и переводчик, список залов судебных заседаний, регистрация предприятий, отдел банкротства, зал заседаний.
- 3 - й этаж: административные единицы апелляционного суда, офисные кабинеты, отдел опеки.[5]

## История

### Предыстория
Революция 1848 года повлияла существенным образом на австрийскую юрисдикцию того времени, сформировав предпосылки, действующие и по сегодняшний день. Судоустройство, созданное в те времена, существенно не претерпело изменений до нашего времени. Было создано четыре уровня судов следующих типов: районные суды, земельные суды, высшие региональные (апелляционные) суды и Верховный суд. Эти четыре вида судебных инстанций  были дифференцированы по размеру иска или тяжести преступления, вплоть до апелляции принятых ими решений в вышестоящих судах. Верховный суд, как последняя инстанция, уже был в Вене и во времена империи и его функции с 1918 года до сегодняшнего дня (за исключением периода национал-социализма) оставались практически неизменными.
Следующий уровень, ниже Верховного суда, формируется высшими судами. В 1855 году их было во всей империи девятнадцать, а сегодня их осталось в Австрии только четыре, а именно — в Вене, Граце, Инсбруке и Линце. Они действуют в основном в качестве апелляционных судов. Далее следуют так называемые суды первой инстанции. Этот собирательный термин стал необходимым, поскольку, помимо районных судов, были ещё земельные, а также другие специальные районные суды: коммерческие, ювенильные и по вопросам социального и трудового права. Из всех этих судов, существовавших со времён монархии, естественно, уже значительное число не существует. В пределах современной Австрии их было первоначально семнадцать, а в настоящее время  — двадцать после того, как был распущен в 2003 г. Венский суд по делам молодежи.

### Иерархия
В настоящее время в юрисдикции Высшего земельного суда Граца — Земельный суд Граца по гражданским делам, Земельный суд Граца по уголовным делам, Земельный суд Клагенфурта и Земельный суд Леобена. Самый низкий уровень юрисдикции, в конечном счёте, формируется в районных судах. В Штирии (в современных границах) было первоначально 45 районных судов, из которых в сферу деятельности (юрисдикцию) Земельного суда Граца по гражданским делам (тогда — просто Земельный суд Граца) подпадали 23. Это количество судов сохранялось довольно длительное время, пока не сократилось до восьми. Районные суды, подпадающие под юрисдикцию Земельного суда Граца по гражданским делам, в настоящее время располагаются в Вайце, Грац-Вест, Грац-Ост, Дойчландсберге, Лайбнице, Фельдбахе, Фойтсберге и Фюрстенфельде. За последние 160 лет помимо судебных слияний и модификации их размеров юрисдикция районных судов изменяется и из-за дифференциации пределов стоимости иска, переименований, что было естественно. Снова и снова на основании предложений или идей для реальной поддержки и изменений в содержании этой организации судебной системы. К примеру, речь шла о реорганизации трибуналов первой инстанции с распространением этой программы на районные суды. Эти суды должны были быть усилены и для того, чтобы отказаться от апелляционных судов. Но это реформирование было заблокировано. Вся система австрийского судоустройства поэтому с середины 19-го века в основном устоялась и осталась практически без изменений в вертикали власти и применяется до сих пор.

## Доказательства и источники
- Австрийская информационная система Rechtsinformationssystem des Bundes (RIS)  (нем.)
- Исторические законы и нормативные акты ALEX Historische Rechts- und Gesetzestexte Online  (нем.)
- Географические справочники, 1903÷1908 GenWiki  (нем.)
- Географические справочники GenWiki  (нем.)
- Австрия GenWiki  (нем.)
- Региональный научно-исследовательский портал GenWiki  (нем.)

⇑

## Внешние ссылки
- Немецко-русский переводчик, Google
- Земельный суд Граца по гражданским делам на веб-сайте Министерства юстиции Австрии  (нем.)
- Географические координаты Земельного суда Граца по гражданским делам: 47°04′01″ с. ш. 15°26′09″ в. д.HGЯO

## Лицензия
- Лицензия: Namensnennung 3.0 Österreich (CC BY 3.0 AT)  (нем.)